# Otto Lagercrantz
Otto Lagercrantz (vollständiger Name Carl Otto Lagercrantz. * 26. Februar 1868 in Näsby; † 13. Januar 1938 in Uppsala) war ein schwedischer Klassischer Philologe und Papyrologe. Er ist vor allem durch seine Studien zur griechischen Sprachwissenschaft und zur antiken sowie mittelalterlichen Alchemie bekannt.

## Leben
Otto Lagercrantz, der ältere Sohn des Offiziers Otto Vilhelm Lagercrantz (1832–1876) und der Christina (Stina) Sophia geb. Johnson, besuchte das Gymnasium in Linköping und studierte nach der Reifeprüfung (7. Juni 1887) an der Universität Uppsala Klassische Philologie und Sprachwissenschaft. Am 25. April 1898 wurde er mit einer Dissertation zur griechischen Phonologie zum Dr. phil. promoviert und arbeitete anschließend ab dem 5. Mai 1898 als Dozent für Griechische Sprache und Literatur an der Universität Uppsala. Zum 12. März 1907 wechselte er in derselben Eigenschaft an die Göteborgs högskola, eine Vorgängereinrichtung der Universität Göteborg. Zum 25. April 1913 wurde er zum Professor ernannt.
Zum 4. April 1919 erhielt Lagercrantz den Lehrstuhl für griechische Sprache und Literatur an seiner alma mater, der Universität Uppsala. Dort war er zwei Jahrzehnte lang, bis zu seinem Tod, in Lehre und Forschung aktiv. Ab dem 1. Juni 1929 fungierte er als Prorektor der Universität, danach ab dem 1. Oktober 1932 als Rektor. Am 1. Juni 1933 legte er sein Amt nieder und wurde emeritiert. Noch im selben Jahr wählte ihn die Kungliga Vitterhets Historie och Antikvitets Akademien in Stockholm zum Arbeitenden Mitglied (am 7. November). Seit Dezember 1925 war er assoziiertes Mitglied der Académie royale des Sciences, des Lettres et des Beaux-Arts de Belgique.
Otto Lagercrantz war ab 1916 mit der Malerin und Grafikerin Siri Magnus (1875–1944) verheiratet, mit der er zwei Kinder bekam, darunter der Medizinphysiker Carl Lagercrantz (1917–2004).

## Wissenschaftliches Werk
Als Gräzist hatte Lagercrantz vor allem zwei Forschungsschwerpunkte: Sprachwissenschaft und die antike sowie mittelalterlichen Alchemie. Im Bereich der Sprachwissenschaft veröffentlichte er außer seiner Dissertation mehrere Aufsätze und zwei Monografien, in denen er sich mit der griechischen Lautbildung und mit der indogermanischen Syntax befasste.
Seine Beschäftigung mit der antiken Alchemie begann mit einem griechischen Papyrusbuch der Kungliga Vitterhets Historie och Antikvitets Akademie (Papyrus Graecus Holmiensis), das Rezepte für die Fälschung beziehungsweise Einfärbung von Silber, Edelsteinen und Purpur enthält. Lagercrantz gab 1913 eine Edition dieses Werkes heraus, das seit 1906 im Victoria-Museum in Uppsala aufbewahrt wurde. Fortan erforschte Lagercrantz die alchemistischen Handschriften in ganz Europa. Zusammen mit Joseph Bidez, Franz Cumont, Armand Delatte und Johan Ludvig Heiberg gab er ein Verzeichnis aller bekannten alchemistischen Handschriften heraus, den Catalogue des Manuscrits alchimiques Grecs, der von 1924 bis 1932 in acht Bänden erschien.
Neben diesen Arbeiten kam Lagercrantz durch seine Lehrtätigkeit immer wieder auf die antike griechische Literatur zurück. Er veröffentlichte einige Studien zu Aristophanes und Sophokles sowie zum Neuen Testament.

## Schriften (Auswahl)
- Zur griechischen Lautgeschichte. Uppsala 1898 (Dissertation)
- Elementum. Eine lexikologische Studie. Uppsala 1911
- Papyrus Graecus Holmiensis (P. Holm.). Recepte für Silber, Steine und Purpur. Uppsala/Leipzig 1913
- Alchemistische Rezepte des späten Mittelalters. Berlin 1925
- Indogermanisches Prädikativ. Uppsala 1933